# كيكوا كيكومانو
كيكوا سكوت كيكومانو (بالإنجليزية: Kekoa Scott Kekumano)‏، المولود في 16 يونيو 1998 في هاواي، هو ممثل تلفزيوني وسينمائي أمريكي.
اشتهر بكونه النسخة الأصغر من أكوا مان في فيلم 2018 الذي يحمل نفس الاسم. وهو معروف أيضًا بأدواره التمثيلية في هاواي فايف أو (2015-2018) و في البشر (2017)، والمسلسل التلفزيوني المصغر، اللوتس الأبيض (2021).

## روابط خارجية
- كيكوا كيكومانو على موقع IMDb (الإنجليزية)
- كيكوا كيكومانو على موقع قاعدة بيانات الفيلم (الإنجليزية)

لم يتم العثور على روابط لمواقع التواصل الاجتماعي.